# Svjetsko prvenstvo u rukometu – DR Njemačka 1974.
Svjetsko prvenstvo u rukometu 1974. održano je od 28. veljače do 10. ožujka u DR Njemačkoj. 
Svjetski prvaci postali su Rumunji koji su u finalu savladali domaćine prvenstva.

## Prva faza natjecanja

### Grupa A
- Čehoslovačka - Island 25:15
- Danska - SR Njemačka 12:11
- Čehoslovačka - Danska 16:12
- SR Njemačka - Island 22:16
- Čehoslovačka - SR Njemačka 17:11
- Danska - Island 19:17

1. Čehoslovačka 6
2. Danska 4
3. SR Njemačka 2
4. Island 0

### Grupa B
- Rumunjska - Poljska 18:14
- Španjolska - Švedska 15:14
- Rumunjska - Španjolska 21:11
- Poljska - Švedska 20:10
- Švedska - Rumunjska 20:18
- Poljska - Španjolska 21:15

1. Rumunjska 4
2. Poljska 4
3. Švedska 2
4. Španjolska 2

### Grupa C
- DR Njemačka - Japan 31:16
- Sovjetski Savez - SAD 40:11
- DR Njemačka - SAD 35:14
- Sovjetski Savez - Japan 25:18
- DR Njemačka - Sovjetski Savez 15:15
- Japan - SAD 29:18

1. DR Njemačka 5
2. Sovjetski Savez 5
3. Japan 2
4. SAD 0

### Grupa D
- SFR Jugoslavija - Bugarska 25:17
- Mađarska - Alžir 30:10
- SFR Jugoslavija - Alžir 35:12
- Mađarska - Bugarska 19:15
- SFR Jugoslavija - Mađarska 21:18
- Bugarska - Alžir 23:16

1. SFR Jugoslavija 6
2. Mađarska 4
3. Bugarska 2
4. Alžir 0

## Druga faza natjecanja

### Grupa 1
- Poljska - Čehoslovačka 19:16
- Rumunjska - Danska 20:11
- Rumunjska - Čehoslovačka 20:13
- Poljska - Danska 14:9

1. Rumunjska 6
2. Poljska 4
3. Čehoslovačka 2
4. Danska 0

### Grupa 2
- DR Njemačka - Mađarska 17:10
- SFR Jugoslavija - Sovjetski Savez 18:15
- DR Njemačka - SFR Jugoslavija 19:17
- Sovjetski Savez - Mađarska 17:15

1. DR Njemačka 5
2. SFR Jugoslavija 4
3. Sovjetski Savez 3
4. Mađarska 0

### Utakmice za plasman od 9. do 12. mjesta
- SR Njemačka - Švedska 20:18
- SR Njemačka - Japan 30:24
- SR Njemačka - Bugarska 22:13
- Švedska - Bugarska 21:19
- Švedska - Japan 28:21
- Bugarska - Japan 23:22

### Finalne utakmice
- Za 7. mjesto
  - Mađarska - Danska 22:15
- Za 5. mjesto
  - Sovjetski Savez - Čehoslovačka 26:24
- Za 3. mjesto
  - SFR Jugoslavija - Poljska 18:16
- Finale
  - Rumunjska - DR Njemačka 14:12

## Konačan plasman
1. Rumunjska
2. DR Njemačka
3. SFR Jugoslavija
4. Poljska
5. Sovjetski Savez
6. Čehoslovačka
7. Mađarska
8. Danska
9. SR Njemačka
10. Švedska
11. Bugarska
12. Japan

## Vanjske poveznice
- Statistika IHF-a  Arhivirana inačica izvorne stranice od 15. kolovoza 2012. (Wayback Machine)